# Гільдія кіноакторів США
Гільдія кіноакторів США (англ. Screen Actors Guild, SAG; заснована 24 квітня 1933) — професійна спілка, що представляє понад 120 000 акторів, що працюють в США. Гільдія створена в 1933 році з метою ліквідації експлуатації акторів у Голлівуд, тобто Гільдія займається: веденням переговорів та дотриманням колективних договорів, створенням справедливої системи компенсацій, пільг та умов праці для своїх членів; дотриманням авторських прав.
2012 року організація злилася з Американською федерацією митців телебачення і радіо (American Federation of Television and Radio Artists, AFTRA), утворивши SAG-AFTRA.

## Премія
З 1995 вручає власну премію «Гільдії кіноакторів» акторам за видатне виконання ролей у різних номінаціях (для кіно і телебачення).

### Кінономінації
- Найкращий акторський склад
- Найкращий каскадерський ансамбль
- Найкраща жіноча роль
- Найкраща чоловіча роль
- Найкраща жіноча роль другого плану
- Найкраща чоловіча роль другого плану

### Теленомінації
- Найкращий каскадерський ансамбль у телефільмі або міні-серіалі
- Найкраща жіноча роль у телефільмі або міні-серіалі
- Найкраща чоловіча роль у телефільмі або міні-серіалі
- Найкращий акторський склад в драматичному серіалі
- Найкраща жіноча роль у драматичному серіалі
- Найкраща чоловіча роль у драматичному серіалі
- Найкращий акторський склад в комедійному серіалі
- Найкраща жіноча роль у комедійному серіалі
- Найкраща чоловіча роль у комедійному серіалі